# Escudo de la Isla de Navidad
El escudo de armas de la Isla de Navidad  es el símbolo de esta isla que tiene estatus de territorio externo australiano. Fue adoptado el 14 de abril de 1986 pero no tiene carácter oficial.  Consiste en un campo de azur (color azul) en el que figuran cinco estrellas de plata (blancas) que representan la Constelación de la Cruz del Sur que  también componen la bandera de la Isla de Navidad y son uno de los símbolos de la Mancomunidad Australiana. 
Las estrellas de la Constelación de la Cruz del Sur están situadas sobre ondas esquemáticas del mismo metal (color).
El color azul simboliza el Océano Índico que rodea a la isla.